# Krummerne
Krummerne is een Deense komische familiefilm uit 1991 van Sven Methling.

## Beschrijving
De film is gebaseerd op het boek Krumme (Nederlands: Kruimel) van Thøger Birkeland uit 1969. De hoofdrol is voor Laus Høybye.

## Rolverdeling
| Acteur               | Personage     |
| -------------------- | ------------- |
| Hoofdrollen          |               |
| Laus Høybye          | Krumme        |
| Bijrollen            |               |
| Dick Kaysø           | Vader         |
| Karen-Lise Mynster   | Moeder        |
| Line Kruse           | Stine         |
| Lukas Forchhammer    | Grunk         |
| Peter Schrøder       | Boris         |
| Jarl Friis-Mikkelsen | Ivan          |
| Christian Potalivo   | Tom           |
| Elin Reimer          | Mevrouw Olsen |
| Preben Kristensen    | Leraar        |

## Prijzen en nominaties
In 1992 nam regisseur Sven Methling de "Starboy Award" in ontvangst.

## Trivia
- Internationaal stond de film bekend als "The Crumbs".